# Assyriërs in Syrië
De Assyriërs leven sinds 2000 v.C. in het noordoosten van Syrië.
Delen van de regio waren een integraal onderdeel van Assyrië. Tijdens het Nieuw-Assyrische Rijk (911 tot 608 v.C.) was Syrië onder Assyrische heerschappij. 
In het begin van het Frans Mandaat Syrië vestigde zich een toestroom vluchtelingen uit de nu Turkse gebieden ten noorden van het huidige Syrië. In 1933 kwamen vluchtelingen uit het nieuwe onafhankelijke Irak na slachtpartijen op de Assyriërs (zie Genocide van Simele).
Na plaatselijke incidenten verzochten in 1936 religieuze en politieke leiders in de provincie Al-Jazira (nu Al Hasakah) de Franse autoriteiten om de provincie met zijn gemengde Assyrische-Koerdische-Armeens-joodse -Arabische bevolking een autonome status te geven, zoals de Sanjak van Alexandretta, het grondgebied van de alevieten van de Jabal el-Dourouz.  Dit zonder resultaat omdat de Arabische nationalisten in Damascus tegen elke balkanisering van de toekomstige onafhankelijke Syrische Republiek waren. 
In 1957 werd in Syrië de Assyrische Democratische Organisatie opgericht door centrumlinkse intellectuelen uit de Assyrische etnische groep en christelijke religieuze gemeenschappen waarvan de belangrijkste moedertaal het Neo-Aramees was.